# Sydjylländska
Sydjylländska eller sydjutska (sydjylländska: synnejysk, danska: sønderjysk) är en dansk dialekt som huvudsakligen talas i Slesvig i södra Danmark och nordligaste Tyskland. Dialekten anses, enligt Unesco, som definitivt hotad. 